# Red móvil pública terrestre
En telecomunicaciones, una red móvil pública terrestre ( del inglés PLMN , Public Land Mobile Network) es el conjunto de servicios de comunicación inalámbrica ofrecidos por un operador específico en un país determinado. Una PLMN está constituida por varias tecnologías celulares como GSM / 2G, UMTS / 3G, LTE / 4G o 5G, ofrecidas por un solo operador dentro de un país, usualmente llamado red celular .

## Código PLMN
Un PLMN está identificado por un único código PLMN , el cual consta de un MCC (Código del País) y MNC (Código de Red). Por lo tanto,  es un número de seis dígitos que identifica un país, y un operador de red móvil en este, normalmente representado en la forma 001-01 o 001–001.
Un PLMN es parte de un:
- Location Area Identity (LAI) (PLMN e Identificador del Área de Localización)
- Cell Global Identity (CGI) (Identificador del Área de Localización e identificador de celda)
- IMSI (Identidad Internacional del Abonado Móvil)

## Ceros iniciales en códigos PLMN
Un MNC puede ser de dos dígitos y de tres dígitos con ceros al principio, lo que significa que  01 y 001 son dos MNCs diferentes. Por ello el PLMNs 001-02 y 001-002 se referían al mismo país, pero pertenecer a dos operadores distintos (02 y 002).  

## Código PLMN e IMSI
El IMSI(Identidad Internacional del Abonado Móvil), el cual identifica una SIM o USIM para un determinado suscriptor, usualmente empieza con el código PLMN. Por ejemplo, un IMSI perteneciente al PLMN 262-33 podría ser el siguiente: 262330000000001.

## Servicios PLMN
Un PLMN usualmente ofrece los siguientes servicios a un suscriptor:
- Llamadas de emergencia a estaciones de Policía / Ambulancia/ Bomberos.
- Llamadas de voz hacia o desde cualquier otro PLMN ("red celular") o PSTN ("landline"/VoIP).
- Servicio de mensaje corto (SMS) servicios hacia o desde cualquier otro PLMN o servicio de SORBO .
- Servicio de mensajería multimedia (MMS) servicios hacía o desde cualquier otro PLMN o servicio de SORBO.
- Servicio Suplementario de Datos no Estructurados (USSD)
- Conectividad de dato de internet para servicios arbitrarios, p. ej. vía GPRS en GSM, IuPS en UMTS, o LTE.

La disponibilidad, calidad y ancho de banda de estos servicios dependen de la tecnología utilizada para implementar el PLMN.